# Гальдамес, Пабло (1996)
Пабло Игнасио Гальдамес Мильян (исп. Pablo Ignacio Galdames Millán; 30 декабря 1996, Сантьяго, Чили) — чилийский футболист, атакующий полузащитник клуба «Дженоа». Выступал в национальной сборной Чили.
Пабло — сын известного футболиста Пабло Мануэля Гальдамеса.

## Клубная карьера
Гальдамес — воспитанник клуба «Унион Эспаньола». В 2013 году он был включён в заявку основной команды. 14 февраля 2014 года в матче против «Кобрелоа» он дебютировал в чилийской Примере, заменив во втором тайме Диего Скотти. 6 марта 2015 года в поединке против «Сантьяго Уондерерс» Пабло забил свой первый гол за «Эспаньол». Летом 2018 года Гальдамес перешёл в аргентинский «Велес Сарсфилд». 20 августа в матче против «Расинга» из Авельянеда он дебютировал в аргентинской Примере. 16 марта 2019 года в поединке против «Атлетико Тукуман» Пабло забил свой первый гол за «Велес Сарсфилд». 28 апреля 2021 года в матче Кубка Либертадорес против эквадорского ЛДУ Кито он забил гол. 
В 2021 году Гальдамес перешёл в итальянский «Дженоа». 22 октября в матче против «Торино» он дебютировал в итальянской Серии A. По итогам сезона клуб вылетел из элиты, но игрок остался в команде. 28 августа 2022 года в матче против «Пизы» он дебютировал в итальянской Серии B. 
В начале 2023 года Гальдамес на правах аренды перешёл в «Кремонезе». 4 февраля в матче против «Лечче» он дебютировал за новую команду. 

## Международная карьера
В начале 2015 года Пабло принял участие в молодёжном чемпионате Южной Америки в Уругвае. На турнире он сыграл в матче против сборной Уругвая.
11 января 2017 года в товарищеском матче против сборной Хорватии Гальдамес дебютировал за сборную Чили.
В 2021 года Гальдамес принял участие в Кубке Америки в Бразилии. На турнире он сыграл в матчах против команд Аргентины и Парагвая.